# هاري إم. روزنفيلد
هاري إم. روزنفيلد (بالإنجليزية: Harry M. Rosenfeld)‏ هو محرر وصحفي أمريكي، ولد في 12 أغسطس 1929 في برلين في ألمانيا.